# (32657) 4721 P-L
4721 P-L (asteroide 32657) é um asteroide da cintura principal. Possui uma excentricidade de 0.02269060 e uma inclinação de 2.40647º.
Este asteroide foi descoberto no dia 24 de setembro de 1960 por Cornelis Johannes van Houten e Ingrid van Houten-Groeneveld e Tom Gehrels em Palomar.